# عملية تنغستن

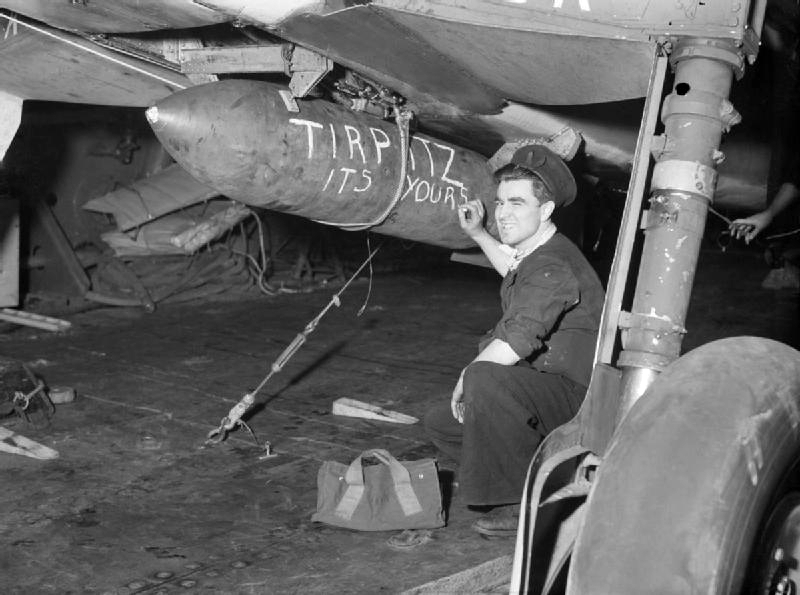
فرد من طاقم الأسطول الجوي يكتب بالطباشير رسالة على القنبلة 1،600 رطل

عملية التنغستن (بالإنجليزية: Operation Tungsten)‏ هي غارة جوية للبحرية الملكية استهدفت البارجة الألمانية Tirpitz وقعت في الحرب العالمية الثانية. سعت العملية إعطاب أو تدمير Tirpitz في قاعدة Kaafjord في أقصى شمال النرويج قبل أن تتمكن من استرجاع طاقتها مرة أخرى بعد فترة من الإصلاحات.
كان الدافع وراء القرار البريطاني بضرب Kaafjord، الخوف من هذه السفينة الحربية، التي تتأهب للعودة للخدمة، أن تهاجم قوافل الإمدادات الإستراتيجية الموجهة للاتحاد السوفياتي. كما سمح إزالة هذا التهديد الذي تشكله Tirpitz للحلفاء بإعادة نشر السفن الأساسية في بحر الشمال. وبعد أربعة أشهر من التدريب والاستعدادات، أبحر الأسطول البريطاني الرئيسي في 30 مارس 1944 وانطلقت الطائرات من خمس حاملات طائرات لضرب Kaafjord في 3 أبريل. حققت الغارة مفاجئة، لم تلاقِ الطائرات البريطانية إلا معارضة قليلا. أسقطت خمسة عشر قنبلة على السفينة الحربية، وهاجمتها الطائرات المقاتلة ملحقة بها خسائر فادحة على طواقم المدفعية. فقدت أربع طائرات البريطانية وتسعة طيارين خلال العملية.
لم يكن الضرر الذي أحدثه الهجوم بكاف لإغراق أو تعطيل Tirpitz، ولكن سقط 122 من أعضاء طاقمها قتيلا وأصيب 316. قررت القوات البحرية الألمانية إصلاح السفينة الحربية، وتمت الأعمال بحلول منتصف يوليو. استمر البريطانيون في شن المزيد من الغارات ضد سفينة Tirpitz بين أبريل وأغسطس 1944 على أمل إطالة فترة بقائها خارج الخدمة، ولكنها فشلت كلها. إلا أن تعطلت Tirpitz في نهاية المطاف وأغرقتها القاذفات الثقيلة لسلاح الجو الملكي في أواخر عام 1944.